# Gelasma insulsata
Gelasma insulsata är en fjärilsart som beskrevs av W. Warren 1897. Gelasma insulsata ingår i släktet Gelasma och familjen mätare. Inga underarter finns listade i Catalogue of Life.